# Jack Sendak
Jack Sendak (* 20. Juli 1923 in Brooklyn, New York City, New York; † 3. Februar 1995 in Freehold, NJ) war ein amerikanischer Kinderbuchautor.

## Leben
Jack Sendak wurde 1924 als mittleres von drei Kindern der Eheleute Philip Sendak und Sadie Sendak geboren, die gute zehn Jahre vorher als jüdische Immigranten aus heute polnischem Gebiet nach New York gekommen waren. Vier Jahre später kam sein Bruder Maurice Sendak zur Welt. Ihr Vater arbeitete als Schneider, ihre Mutter war Hausfrau. Ihr Vater erzählte den Kindern gern Geschichten; davon wurden einige 1985 posthum als Buch veröffentlicht. Sowohl Maurice als Jack, die beide bekannte Kinderbuchautoren wurden, führten einen Teil ihrer Gabe auf diese frühe Prägung zurück.
Jack Sendak begann in frühen Jahren mit dem Schreiben von Geschichten, die er zusammen mit seinem Bruder Maurice illustrierte und zu Büchern band. Im Zweiten Weltkrieg diente er in der U.S. Army. Nach Kriegsende ging er zu Emerson Radio and Television, wo er an frühen Experimenten mit Farbfernsehen mitarbeitete. Eine Zeit arbeitete er auch für den Postal Service. In seiner Freizeit begann er wieder mit dem Schreiben und konzentrierte sich auf Kinderliteratur. Seine ersten beiden Bücher wurden 1956/1957 von seinem Bruder Maurice illustriert, der zu dem Zeitpunkt noch ein kaum bekannter Illustrator war. Sein Buch The Magic Tears wurde mit dem Children's Book Showcase Award ausgezeichnet. Jack Sendak war verheiratet und lebte in Clarksburg in New Jersey. Er starb im Alter von 71 Jahren.

## Werke
- The Happy Rain, mit Illustrationen von Maurice Sendak. Harper,  New York 1956.
- Circus Girl, mit Illustrationen von Maurice Sendak. Harper, New York 1957.
- The Second Witch, mit Illustrationen von Uri Shulevitz. Harper & Row, New York 1965.
  - Hexen haben kalte Nasen, aus dem Amerikanischen von Rolf Inhauser. Sauerländer, Frankfurt am Main 1967.
- The King of the Hernits and Other Stories, mit Illustrationen von Margot Zemach. Farrar, Straus & Giroux, New York 1966.
- Martze, mit Illustrationen von Mitchell Miller. Farrar, Straus & Giroux, New York 1968.
- The Magic Tears, mit Illustrationen von Mitchell Miller. Harper & Row, New York 1971, ISBN 0-06-025471-8.